# Kamu Grugier-Hill
Kamu Grugier-Hill (* 16. Mai 1994 in Honolulu, Hawaii) ist ein US-amerikanischer American-Football-Spieler auf der Position des Linebackers. Zuletzt spielte er für die Minnesota Vikings in der National Football League (NFL).

## Frühe Jahre
Grugier-Hill ging in seiner Geburtsstadt Honolulu auf die Highschool, wo er Fußball und American Football auf den Positionen des Safetys und des Punters zu spielen begann. Später besuchte er die Eastern Illinois University, wo er zwischen 2012 und 2015 für das Collegefootballteam spielte. Nach den Saisons 2014 und 2015 wurde er ins First-team All-OVC gewählt.

## NFL

### New England Patriots
Grugier Hill wurde im NFL Draft 2016 in der sechsten Runde an 208. Stelle ausgewählt. Am 5. Mai 2016 unterzeichnete er einen Vierjahresvertrag bei den Patriots. Er bestritt nie ein Spiel für die Patriots, da er noch vor der Saison, am 3. September 2016, entlassen wurde.

### Philadelphia Eagles
Einen Tag später nahmen ihn die Philadelphia Eagles über den Waiver in ihren Kader auf. In den ersten beiden Jahren bei den Eagles kam er nur sporadisch zum Einsatz. Am 19. November 2017, im Spiel gegen die Dallas Cowboys, führte er die Kickoffs aus, da sich der etatmäßige Placekicker Jake Elliott eine Gehirnerschütterung im Spiel zugezogen hatte. Er war ein Teil des Teams, welches den Super Bowl LII mit 41:33 gegen die New England Patriots gewann.
Am 11. Oktober 2018 fing er im Spiel gegen die New York Giants nach einem Pass von Eli Manning seine erste Interception in der NFL. Die darauffolgende Saison musste er im Dezember 2019 wegen eines Bandscheibenvorfalls vorzeitig beenden.

### Miami Dolphins
Am 21. März 2020 unterschrieb Grugier-Hill einen Einjahresvertrag bei den Miami Dolphins. Hier spielte er zwar regelmäßig, startete jedoch nur ein Spiel.

### Houston Texans
Am 23. März 2021 unterschrieb er einen Einjahresvertrag bei den Houston Texans. Bei den Texans konnte er seine erste Saison als Stammspieler auf seiner Position absolvieren. Im Spiel gegen die Indianapolis Colts, am 6. Dezember 2021, brach er den Franchise-Rekord für die meisten Tackles in einem Spiel (19). Im März 2022 verlängerte Grugier-Hill seinen Vertrag in Houston für ein Jahr. Er war 2022 in sechs Spielen Starter bei den Texans, sah aber ab dem siebten Spieltag zugunsten von Rookie Christian Harris deutlich weniger Spielzeit. Daher wurde Grugier-Hill am 27. Oktober 2022 auf seinen Wunsch hin von den Texans entlassen.

### Arizona Cardinals
Am 2. November 2022 nahmen die Arizona Cardinals Grugier-Hill unter Vertrag.

### Carolina Panthers
Am 4. April 2023 unterschrieb Grugier-Hill einen Vertrag bei den Carolina Panthers.

### Minnesota Vikings
Im März 2024 nahmen die Minnesota Vikings Grugier-Hill unter Vertrag.